# Hoggar forrópont

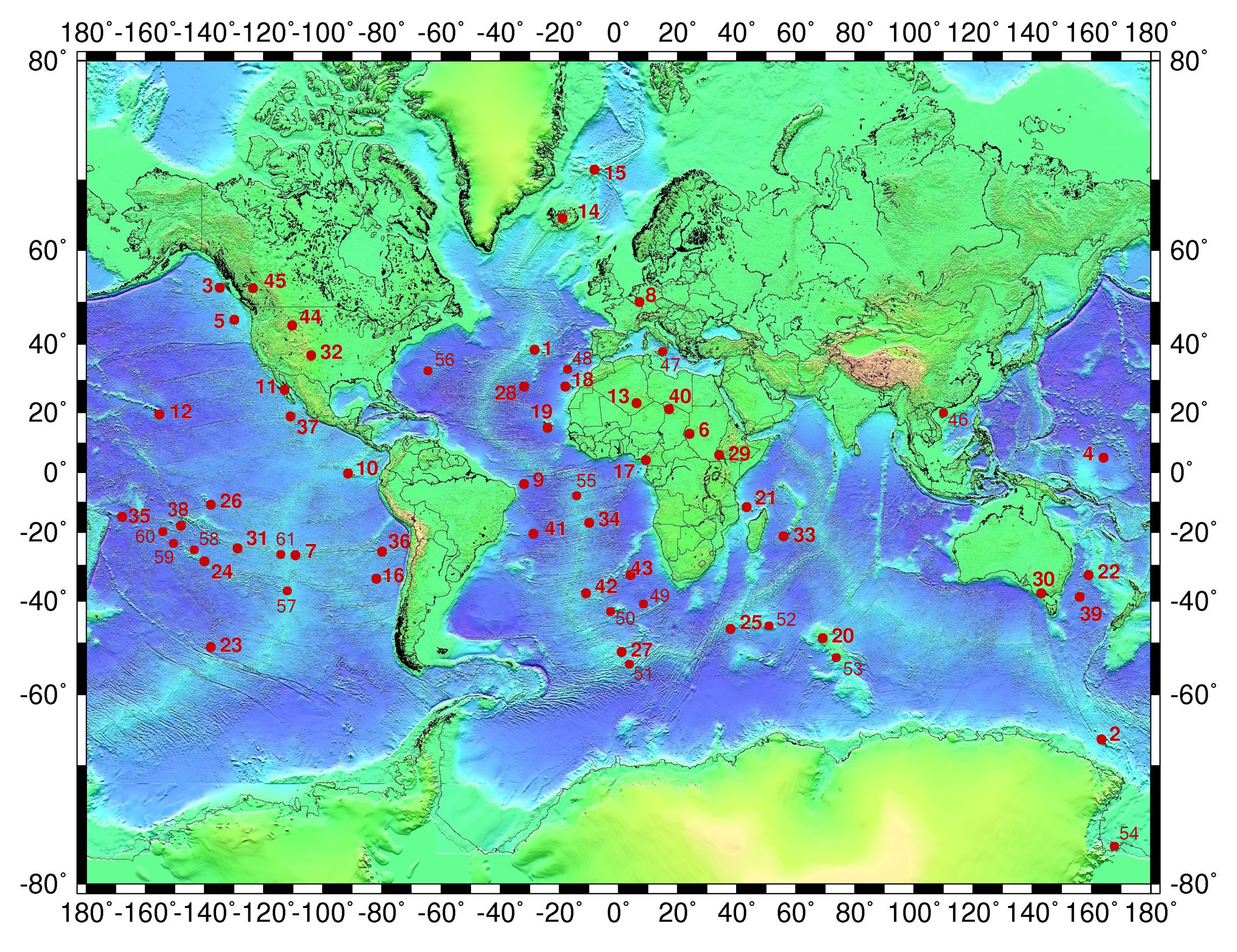
Forrópontok a Földön. A 13-as számú a Hoggar-forrópont

A Hoggar forrópont egy köpenyfeláramlási zóna az afrikai lemez alatt, Algéria déli részén. A feláramlás a kontinens alatti szupercsóvához kötődik, és szoros kapcsolata van más környező forrópontokkal Nigériában, Csádban és Szudánban. A létrehozott kidomborodás a Niger vízgyűjtőjének a létrejöttében is szerepet játszott.

## Földrajz
A forrópont mintegy 500 000 km2-en terül el, a legnagyobb kiterjedése közel 1000 km. Maga a forrópont egy kiemelkedést hozott létre a Nyugat-afrikai ősföld szélén, a szaharai metakratonon. Ennek következtében egyes helyeken a prekambriumi alapkőzet 2400 m magasságban is megfigyelhető. A teljes terület három nagy egységre tagolható, ezek a nyugati, keleti és kettő között a középső Hoggar.
A terület legmagasabb pontja a 2918 m magas Mount Tahat az Atakor vulkáni mezőn.
A területen található krétakori kőzetek elhelyezkedése alapján a forrópont első feláramlása ebben a korszakban történhetett. A következő jelentősebb időszak az Eocénben volt, amikor egy újabb kiemelkedés jött létre. Ez közvetlenül a kainozoikumi vulkánosság előtt történt, és valószínűsíthetően kapcsolatban is áll vele.
A legutóbbi aktív időszak során nyolc vulkáni körzetből mintegy 1600—2500 km3 anyag szóródott ki, legnagyobbrészt É-D-i irányban. A kőzetek két nagy csoportba sorolhatóak:
1. Máfikus kőzetek, amik fennsíkokat, salakkúpokat és lávadómokat alkotnak.
2. Felzikus kőzetek, amik nyakakat, kupolákat, tüskéket és piroklasztikus képződményeket hoztak létre.

## Vulkáni aktivitás
A forróponton belül átlagosan 53 mW/m2 mértékű hőáramlást mértek, de a közeli szaharai üledékmedencékben ez elérte a 120 mW/m2-t is. Ezzel párhuzamosan a Hoggar-feltolulás alatt egy 400 km nagyságú negatív gravitációs anomália is észlelhető, ennek értéke −120 mgal körüli. Ennek forrása vitatott: lehet, hogy a litoszféra elvékonyodása okozza, de elképzelhető egy, a kéreg alatti kis sűrűségű anyagcsomó is. Újabb kutatások felvetették a sokkal mélyebb, 200 km alatti tömeg lehetőségét is.
A területen jelenleg már csak szórványos utóvulkáni működés észlelehető. A Tahalra vulkáni mező utolsó bizonyított kitörése a Pleisztocénben történt, a Manzaz mezőn azonban egyes maarok neolitikus területeket is elborítottak, eszerint már a történelmi időkben is volt itt aktivitás. A legfrissebb nyomok az Atakor mezőhöz kapcsolódnak, ugyanis egyes tuareg legendák vélhetően vulkánkitörésket írnak le, azaz a kitöréseknek szemtanúik is lehettek. Ezek szerint a forrópont vulkánjai szunnyadónak tekinthetők, újabb kitörések valószínűsíthetőek.